# خوزه اگیلار (بازیکن فوتبال)
خوزه اگیلار (انگلیسی: José Aguilar؛ زادهٔ ۵ فوریهٔ ۲۰۰۱) بازیکن فوتبال است.
از باشگاه‌هایی که در آن بازی کرده‌است می‌توان به باشگاه فوتبال سیون اشاره کرد.